# Romualdas Marcinkus
Romualdas „Romas“ Marcinkus (* 9. Julijul. / 22. Juli 1907greg. in Jurbarkas, Gouvernement Kowno, Russisches Kaiserreich; † 29. März 1944 bei Pruśce in der Nähe von Rogasen, Deutsches Reich) war ein litauischer Fußballspieler und -trainer sowie Jagdflieger im Zweiten Weltkrieg.

## Frühe Lebensjahre und Familie
Romualdas Marcinkus wurde am 22. Juli 1907 in der litauischen Provinzstadt Jurbarkas geboren. Damals gehörte Jurbarkas, wie auch das restliche Litauen, zum Russischen Kaiserreich. Sein Vater, Pranas Marcinkus, diente als Polizist in Jurbarkas, Tauragė und Rumšiškės. Seine Mutter Honorata (geborene Kroazė) war teils französischer Herkunft. Die Ursprünge der Familie Kroazė begannen im 19. Jahrhundert mit einem Franzosen namens Courvoisier, der mit Napoleon Bonapartes Armee während des Russlandfeldzugs 1812 nach Litauen kam und eine Einheimische heiratete. Romualdas war das älteste von fünf Kindern in der Familie. Nachdem sein jüngerer Bruder im Kindesalter gestorben war, war er der einzige Sohn der Familie.
Nach dem Ersten Weltkrieg stellte Litauen erfolgreich seine unabhängige Republik wieder her und das erste Gymnasium in Jurbarkas wurde gegründet. Bald darauf besuchte Marcinkus die Einrichtung und begeisterte sich für Sport, insbesondere für Fußball. Romualdas oder Romas, wie ihn seine Freunde nannten, spielte Fußball für die örtliche Mannschaft und war unter seinen Mitspielern für seine Ausdauer und Disziplin bekannt.
Im Jahr 1933 heiratete er Aleksandra Lingytė. 1939 erlitt er durch hohe Schulden und einem Skandal beim Militär einen Nervenzusammenbruch.

## Militärdienst

### Litauen

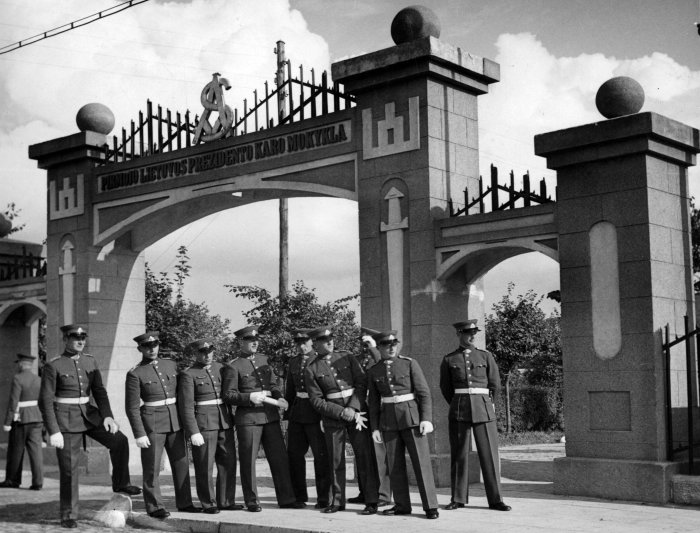
Haupttor der Militärschule Kaunas. Hier machte Marcinkus 1928 seinen Abschluss

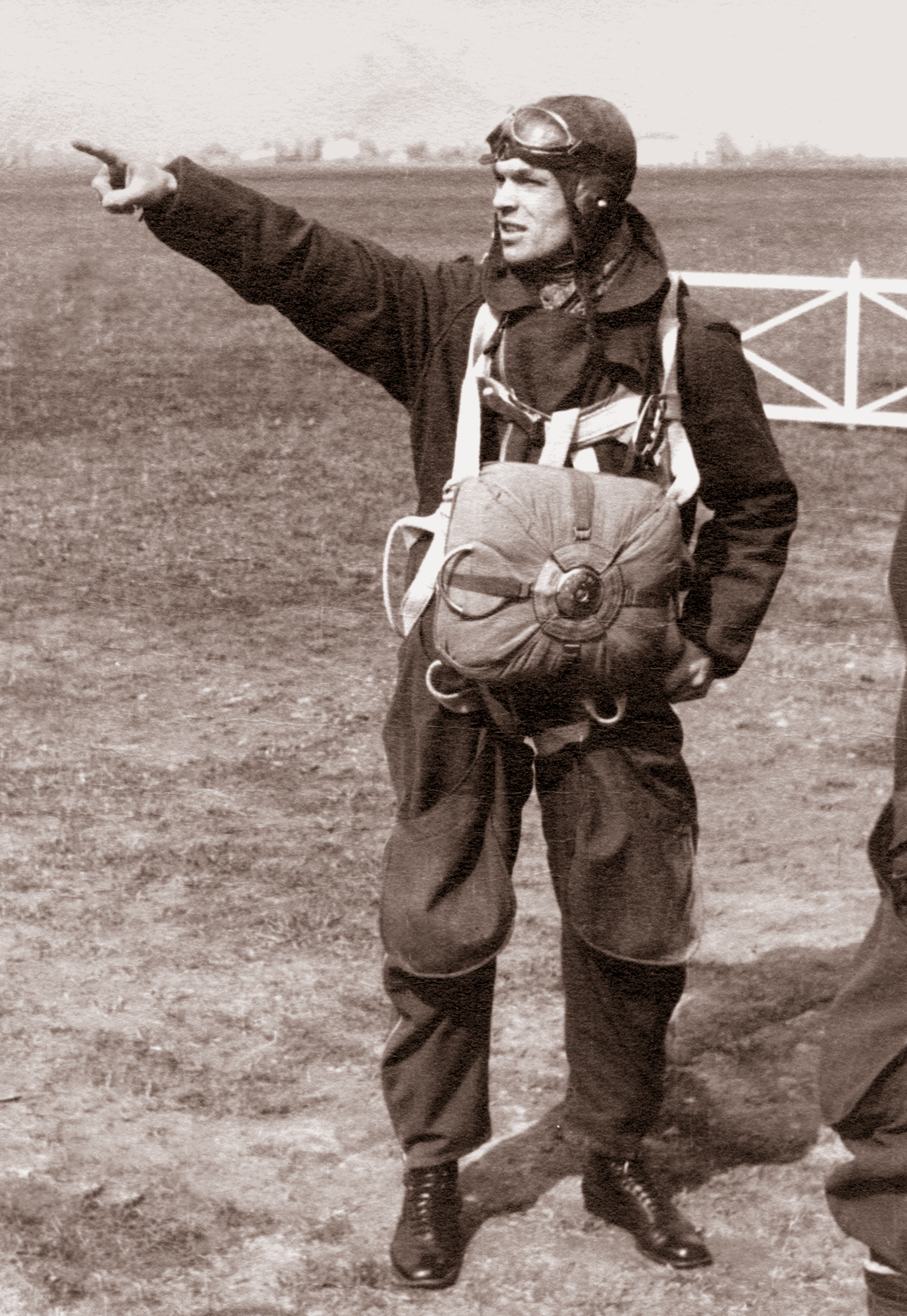
Marcinkus als Fallschirmsprunglehrer in den 1930er Jahren

Im Alter von 17 Jahren zog Marcinkus von Jurbarkas nach Kaunas, der vorübergehenden Hauptstadt Litauens, und besuchte eine deutsche Schule. Nach dem Abitur an dieser Schule schrieb er sich an der Militärschule Kaunas ein mit der Absicht, sich in die litauische Armee einzuschreiben.
Während dieser Zeit wurde die litauische Armee erweitert und modernisiert. Die litauische Luftwaffe war besonders auf eine schnelle Entwicklung ausgerichtet und der Dienst in dieser Streitkraft galt als sehr prestigeträchtig. Einige der früheren Mitglieder der Luftwaffe wie Jurgis Dobkevičius und Antanas Gustaitis waren maßgeblich an der Verbesserung der Luftfahrtkonstruktionen beteiligt. 1928 schloss Marcinkus die Militärschule ab und wurde Leutnant der Infanterie. Von 1930 bis 1932 besuchte er die Luftfahrtabteilung der Vytautas-Magnus-Militärhochschule und wurde Militärpilot. 1933 stieg Marcinkus in den Rang eines Leutnants in der Luftwaffe auf, der vom litauischen Präsidenten Antanas Smetona verliehen wurde. Etwa zur gleichen Zeit wurde Marcinkus, inspiriert von Klemensas Martinkus, Fallschirmsprunglehrer. Bald wurde er Fallschirmspringermeister der Luftwaffe und nahm an verschiedenen Flugshows teil.
1934 wurde Marcinkus in die Luftaufklärungsabteilung versetzt, wo er begann, seine Kenntnisse in den Bereichen unabhängiges Fliegen, Kartografieren, Fotografie und Waffensysteme zu verbessern. Im selben Jahr lud ihn Antanas Gustaitis, ein bekannter litauischer Flugzeugkonstrukteur und Kommandant der litauischen Militärluftfahrt ein, zusammen mit Jonas Liorentas, Juozas Namikas, Jonas Mikėnas und Kazys Rimkevičius an einem transeuropäischen Flug teilzunehmen. Nach detaillierter Planung und Vorbereitung wurde noch im selben Jahr mit dem transeuropäischen Flug begonnen. Während der 25 Tage ihres Fluges flogen die Piloten drei von Gustaitis entworfene Flugzeuge, die ANBO-IV, über 10.000 Kilometer und besuchten zwölf europäische Hauptstädte. Dabei wurde die litauischen Piloten in den besuchten Ländern herzlich willkommen geheißen. Sie wurden unter anderem von der britischen Königsfamilie und dem italienischen Diktator Benito Mussolini empfangen. Nach seiner Rückkehr wurde Marcinkus in den Rang eines Hauptmanns befördert und mit dem Ritterkreuz des Gediminas-Ordens des litauischen Großherzogs ausgezeichnet. Er wurde auch zum Leiter der Abteilung für Flugsportunterricht ernannt. Anschließend baute er eine Junioren-Fußballmannschaft auf und unterrichtete die Deutsche Sprache.

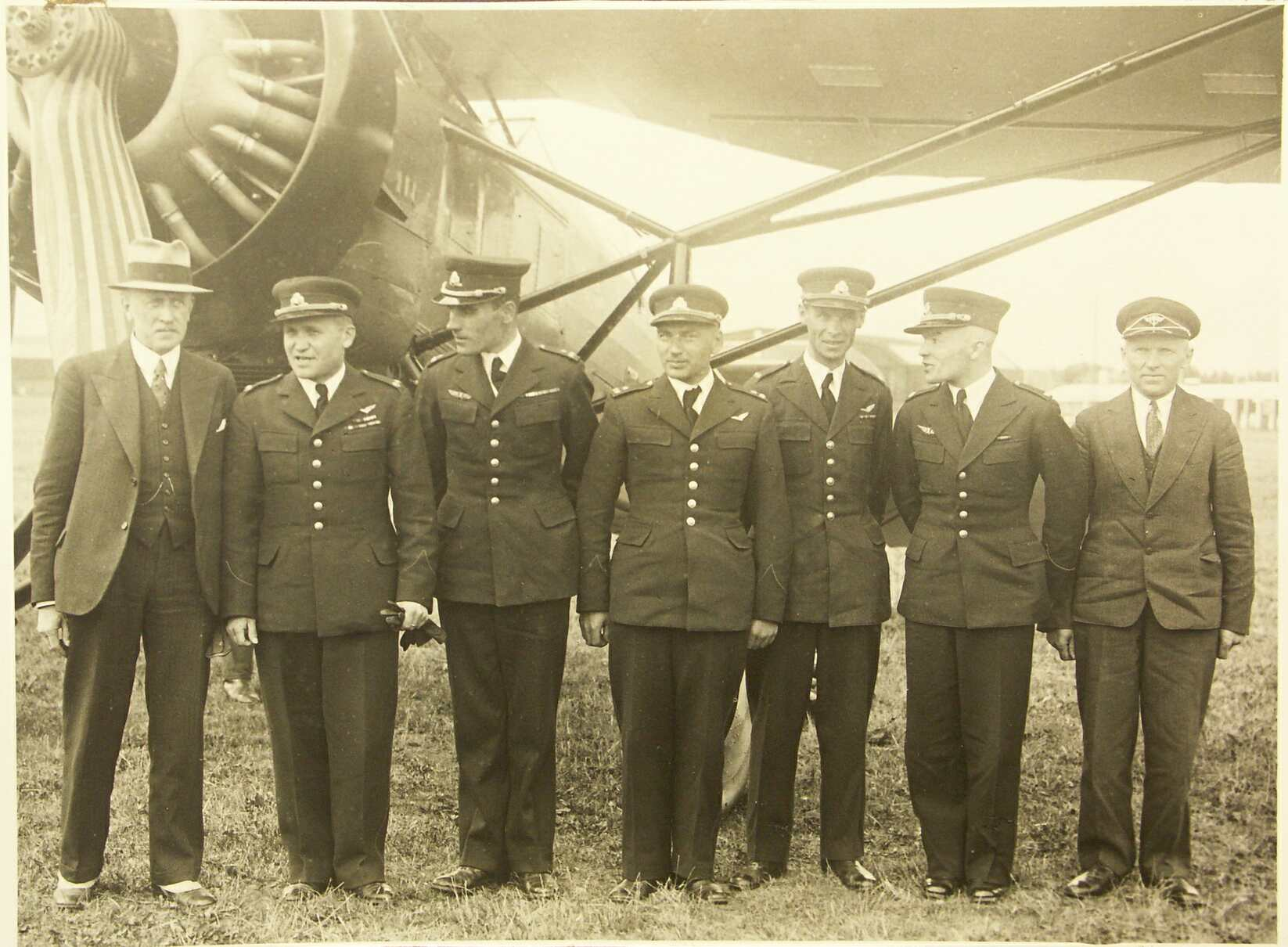
Marcinkus (zweiter von rechts) vor dem transeuropäischen Flug im Jahr 1934

1939 wurde Marcinkus mit dem Plieno sparnai (Stahlflügel), der höchsten Auszeichnung in der litauischen Militärfliegerei, ausgezeichnet. Nach einem Nervenzusammenbruch, durch hohe Schulden und einem Skandal in seiner Militärkarriere verursacht, wurde er zur Reserve versetzt.
Während des Winterkriegs 1939/1940 plädierte Marcinkus für die Unterstützung Finnlands, aber Litauen blieb während des Konflikts neutral. Trotzdem gingen einige Litauer, um an der Seite der Finnen zu kämpfen. 1940 verließ auch Marcinkus Litauen, offenbar in der Absicht, Finnland zu helfen, obwohl der Krieg bereits beendet war. Bald darauf reiste er nach Frankreich, das im Krieg mit dem Deutschen Reich stand.

### Frankreich
Marcinkus kam Mitte März 1940 in Frankreich an und beantragte sofort die Aufnahme in die französische Luftwaffe. Bürokratische Verzögerungen verhinderten seine Einstellung. Als diese Hürden genommen waren, näherte sich der Westfeldzug durch die Kapitulation Frankreichs im Juni 1940 bereits seinem Ende. Nach der Niederlage gelang es Marcinkus, in die französischen Kolonien in Afrika vorzudringen. Er beschloss, nach Großbritannien zu gehen und weiter zu kämpfen. Am 12. August 1940 wurde er aus der französischen Armee demobilisiert und es gelang ihm, im Herbst 1940 nach Großbritannien zu kommen.

### Großbritannien

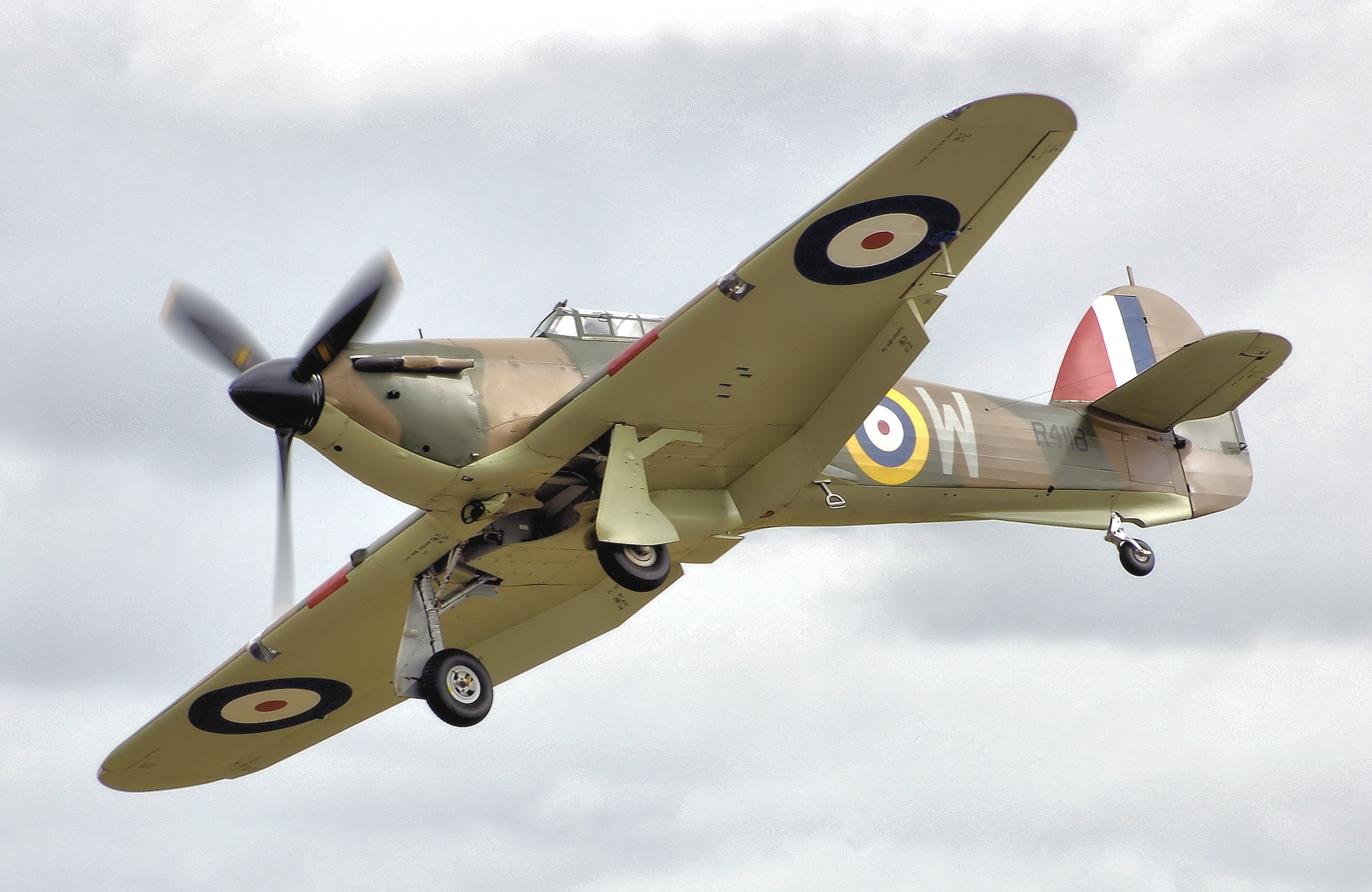
In der RAF flog Marcinkus das Jagdflugzeug Hawker Hurricane

Im Oktober 1940 erreichte Marcinkus Liverpool und reiste von dort weiter nach London. Am 24. Dezember desselben Jahres wurde Marcinkus Pilot bei der Royal Air Force (RAF). Um dies zu erreichen, änderte er einige seiner persönlichen Daten; so gab er an, drei Jahre jünger zu sein, sonst wäre er zu alt für den Dienst in der RAF gewesen. Zu diesem Zeitpunkt hatte sein Heimatland Litauen bereits seine Unabhängigkeit nach der Besetzung der baltischen Staaten an die Sowjetunion verloren, und die litauische Luftwaffe wurde von ihren Besatzern schnell liquidiert. Im Laufe der Jahre unterhielt Maricinkus enge Kontakte zum litauischen Attaché in Großbritannien, um Neuigkeiten über Litauen und seine Familie zu erhalten.
Am 1. Januar 1941 wurde Marcinkus in eine Ausbildungsbasis versetzt. Er demonstrierte seine fliegerischen Fähigkeiten und hoffte, das britische Jagdflugzeug Hawker Hurricane fliegen zu können. Er war erfolgreich und wurde zum No. 1 Squadron RAF versetzt. Marcinkus wurde der einzige litauische Pilot, der während des Zweiten Weltkriegs für die RAF flog. In der RAF führte Marcinkus mehrere Aufgaben aus, darunter verschiedene Trainingsmissionen, Nachtkämpfe und Bombereskorten.
Am 11. Februar 1942 hatte eine deutsche Operation mit dem Namen Unternehmen Cerberus begonnen, bei der ein Geschwader der deutschen Kriegsmarine, bestehend aus der Scharnhorst, Gneisenau und Prinz Eugen, unterstützt von einer Reihe kleinerer Schiffe, versuchte, über den Ärmelkanal zu ihren Heimatbasen zu kommen. Sechs Jäger des Geschwaders No. 1 Squadron RAF wurden damit beauftragt, deutsche Schiffe abzufangen und Torpedoboote anzugreifen. Marcinkus war unter den Piloten. Am 12. Februar wurde sein Flugzeug beim Angriff auf die Scharnhorst durch Flakfeuer abgeschossen und stürzte ins Meer. Marcinkus erlitt einen Wirbelbruch, wurde von den deutschen Matrosen gerettet und geriet anschließend in Kriegsgefangenschaft. Im Verlauf des Gefechts verloren die Briten etwa 40 Flugzeuge und konnten die deutsche Flotte nicht daran hindern, nach Kiel und Wilhelmshaven zurückzukehren.

## Die große Flucht

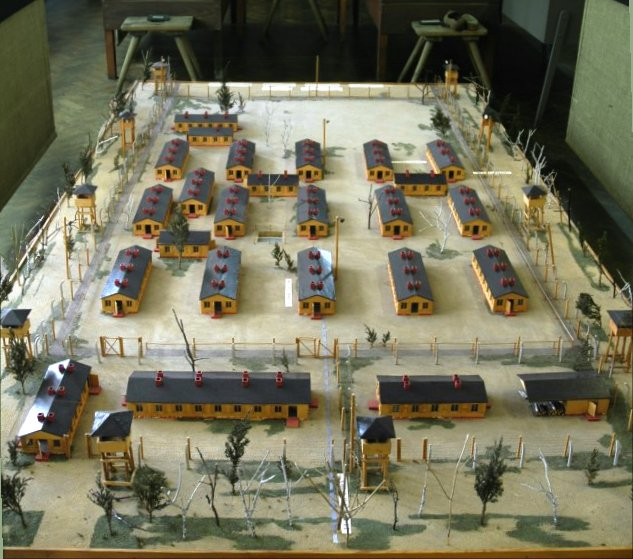
Modell des Filmsets von Gesprengte Ketten, Stammlager Luft III im Saganischen Museum des Märtyrertums der Kriegsgefangenen

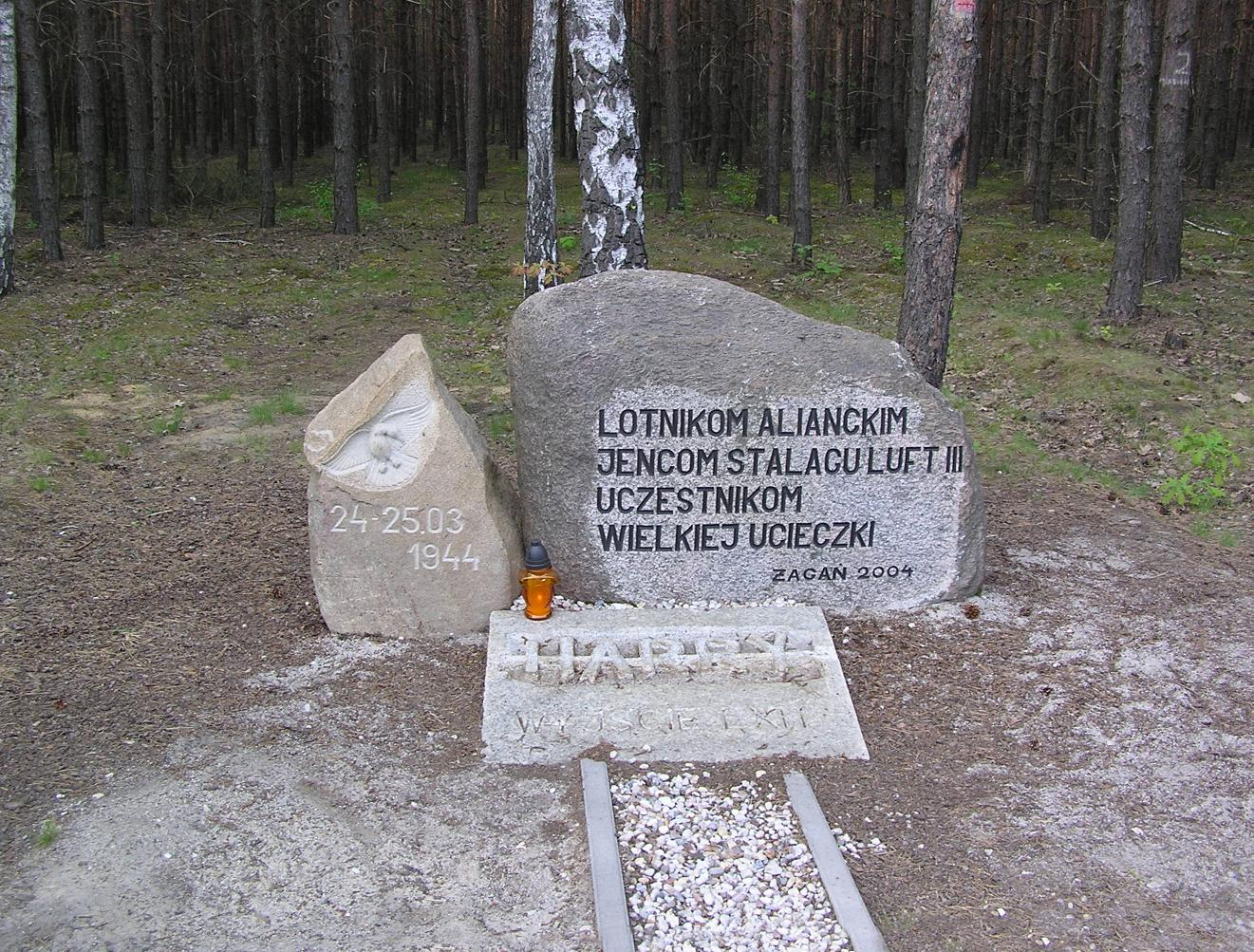
Ort, an dem der Fluchttunnel endete

Marcinkus wurde in das Stalag Luft III geschickt, ein Kriegsgefangenenlager in der Nähe von Sagan, das während des Zweiten Weltkriegs gefangene Luftwaffensoldaten beherbergte. Das Lager wurde mehrmals umstrukturiert, um mehr Kriegsgefangene aufzunehmen. Es würde schließlich über 10.000 Insassen aufnehmen. Marcinkus war der einzige bekannte Litauer im Lager. Geschwaderführer Roger Bushell wählte Insassen aus und begann mit einer Fluchtplanung, wobei er sich zunächst darauf konzentrierte, einen Tunnel zu graben. Die Gruppe vergrößerte sich und nahm Marcinkus in ihre Reihen auf – seine fließende Beherrschung mehrerer Sprachen, vor allem Deutsch, wurde als wertvoll angesehen.
Die Häftlinge delegierten verschiedene Aufgaben untereinander, um ihre Flucht besser umzusetzen. Marcinkus begann mit der Arbeit an der Erstellung gefälschter Dokumente, die den Flüchtlingen helfen würden, sobald sie die Grenzen des Stalags verlassen hatten. Sein umfangreiches Wissen von Deutschlands Militär- und Transportpositionen führte zu seinem Spitznamen als „Know-it-All“ (Besserwisser). Er analysierte deutsche Nachrichtenberichte, aber sein wichtigster Beitrag war seine Zusammenstellung der Eisenbahnfahrpläne, ein wesentlicher Bestandteil der Fluchtplans.
Im März 1944 nahmen die letzten Vorbereitungen für die Flucht Fahrt auf. In seiner ursprünglichen Form sollten etwa 200 Häftlinge fliehen. Als Tarngeschichten sollten sie sich als Gastarbeiter aus verschiedenen Ländern ausgeben. Laut Plan sollte Marcinkus zu den ersten Flüchtlingen gehören. Er wurde ausgewählt, eine Gruppe von vier Gefangenen zu führen, die sich als litauische Arbeiter ausgaben, die nach Litauen zurückkehrten. Die Aussichten der Gruppe hingen von der Hoffnung ab, dass die Deutschen, denen sie unterwegs begegneten, kein Litauisch sprechen oder verstehen würden, da Marcinkus das einzige Mitglied war, das diese Sprache fließend spricht. In der Nacht des 25. März setzten die Gefangenen ihren Plan um. Sofort traten ernsthafte Probleme auf. Die Tunnelluke ließ sich nur schwer öffnen und der Tunnelausgang lag mehrere Meter hinter dem relativ sicheren Waldgebiet. Diese Probleme führten zu Verzögerungen und nur 76 Kriegsgefangenen gelang der Ausbruch in die Freiheit. Marcinkus war, wie ursprünglich beabsichtigt, einer der ersten zehn, der fliehen konnte.
Marcinkus und die drei Gefangenen seiner Gruppe, die sich als Litauer ausgaben – Tim Walenn, Henri Picard und Gordon Brettell – schafften es, einen Zug in Richtung Danzig zu erreichen. Höchstwahrscheinlich beabsichtigten sie, nach Ostpreußen zu reisen, die litauische Grenze zu erreichen und irgendwie die Ostsee überqueren und in das neutrale Schweden zu gelangen. Marcinkus und seine Gruppe wurden am 26. März von der Gestapo bei Schneidemühl gefangen genommen. Marcinkus und die weiteren Gefangenen wurden ins Stalag XXB gebracht und verbrachten dort die Nacht. Am folgenden Tag wurden sie der Danziger Gestapo übergeben.
Der Ausbruch wurde 1962 unter dem Titel The Great Escape / Gesprengte Ketten durch John Sturges verfilmt.

## Tod
Beamte der Danziger Gestapo brachten Marcinkus in einen Wald bei Pruśce in der Nähe von Rogasen und ermordeten ihn am 29. März. Am selben Tag wurde sein Leichnam im Krematorium der Danziger Gestapo eingeäschert. Der Auftrag der Hinrichtungen der fünfzig wiedergefangenen Soldaten wurde nach einem persönlichen Erlass von Adolf Hitler ausgeübt (sogenannter Sagan-Befehl). Nur drei Flüchtlingen gelang es, ihre endgültigen Bestimmungsorte zu erreichen. Die Gestapo behauptete, die wieder festgenommenen Soldaten seien erschossen worden, nachdem sie sich der Festnahme widersetzt und erneut versucht hatten, zu fliehen. Zum Zeitpunkt seines Todes bekleidete Marcinkus den Rang eines Leutnants in der Royal Air Force Volunteer Reserve.

## Fußball

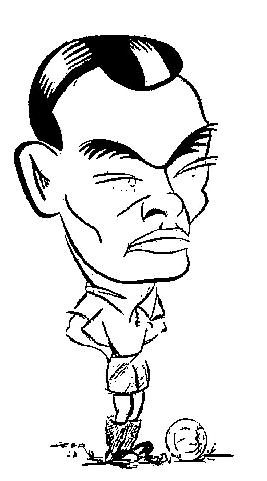
Marcinkus Karikatur als Fußballspieler

Nachdem er seine Fußballkarriere in der Schulmannschaft in Jurbarkas begonnen hatte, spielte er nach seinem Umzug nach Kaunas und während seiner Zeit an der Militärschule für den Fußballverein KSK-Kultus Kaunas, einem Sportverein der deutschen Minderheit in Litauen. Nach dem Tod seines Vaters im Jahr 1927 übernahm Marcinkus die Verantwortung für den Unterhalt seiner verbleibenden Familie und wechselte zum Lietuvos Fizinio Lavinimosi Sąjunga Kaunas, abgekürzt LFLS Kaunas. (deutsch: Litauischer Leibeserziehungsverband Kaunas) Der als multikulturell bekannte Verein der von Steponas Darius gegründet wurde beherrschte in der Anfangszeit den litauischen Fußball. Marcinkus gewann mit dem Verein in seiner ersten Saison die nationale Meisterschaft. Ein weiteres Mal 1932. Während seiner Militärkarriere gab Marcinkus seine Leidenschaft für den Fußball nicht auf.
Am 27. Juli 1927 debütierte Marcinkus für die Litauische Fußballnationalmannschaft in einem Länderspiel gegen Lettland. Obwohl das Spiel mit einer 3:6-Niederlage verloren wurde, gelang Marcinkus direkt sein erstes Tor bei seinem Debüt. Mit Litauen nahm er in den 1920er und 1930er Jahren insgesamt achtmal am Baltic Cup teil, darunter zweimal als Spielertrainer. 1932 und 1935 wurde dabei der Titel geholt. In 24 von 41 Länderspielen agierte er als Mannschaftskapitän. Seine Vorgesetzten bemerkten, dass Marcinkus sich mehr für den Sport als für seine militärischen Aufgaben zu interessieren schien. Seine sportliche Karriere endete jedoch 1938, als er sich am Knie verletzte und das Fußball spielen aufgeben musste. Mit insgesamt 41 Länderspielen zwischen 1927 und 1938 war Marcinkus der als einer der besten litauischen Spieler seiner Zeit zählte Rekordnationalspieler Litauens vor dem Zweiten Weltkrieg.

## Gedenken
Die verbliebenen Häftlinge des Stalag Luft III errichteten Ende 1944 ein Denkmal für ihre fünfzig hingerichteten Kameraden. Nach dem Krieg leiteten die Alliierten Ermittlungen zu den Hinrichtungen der entflohenen Häftlinge ein und benannten zweiundsiebzig Personen als Verantwortliche. Der Mörder von Marcinkus wurde 1948 verurteilt. Im selben Jahr wurde die Grabstätte von Marcinkus identifiziert und eine Urne mit seiner Asche in die britische Abteilung des Alten Garnisonfriedhofs in Posen überführt, sein Grab ist gekennzeichnet mit ein Grabstein der Commonwealth War Graves Commission.
Marcinkus wurde posthum in Depeschen bei den Birthday Honours von 1944 erwähnt, und er erhielt auch den 1939–1945 Star, den Air Crew Europe Star und die War Medal 1939–1945. Die britischen Behörden versuchten, mit seinen Verwandten in Litauen Kontakt aufzunehmen, aber Litauen befand sich als Sozialistische Sowjetrepublik hinter dem Eisernen Vorhang, und ihnen wurde geraten, diese Versuche einzustellen, da seine Verwandten möglicherweise negative Konsequenzen erleiden würden. Damals betrachteten die sowjetischen Behörden die Personen, die Kontakte zum Westen unterhielten, als nicht vertrauenswürdig.
Marcinkus wurde während des Kalten Krieges selten erwähnt und seine Biografie aus der Vorkriegszeit wurde nur in der litauischen Emigrantenpresse, insbesondere in den USA, nachgedruckt. Paskutinis žuvusiojo lakūno atvirukas (Die letzte Postkarte des toten Piloten, 1955) und Kapitono Marcinkaus mirtis nelaisvėje (Tod von Hauptmann Marcinkaus in Gefangenschaft, 1956). Die erste bedeutende Veröffentlichung über Marcinkus in Sowjetlitauen erschien 1967 in der Zeitschrift Švytūrys. Im Folgenden wurde das Leben von Marcinkus häufiger erwähnt, obwohl viele der präsentierten Informationen ungenau und unvollständig waren.
Nachdem Litauen 1990 seine Unabhängigkeit erfolgreich wiederhergestellt hatte, gewann das Interesse an seiner Geschichte in Litauen und anderswo an Dynamik. In Jurbarkas wurde eine Straße nach ihm benannt. Die litauische Luftwaffe sponsert jetzt den Marcinkus Pistol Marksmanship Cup. Im Jahr 2001 überreichte der britische Botschafter in Vilnius während einer Gedenkfeier einem überlebenden Verwandten, seinem Neffen Alvydas Gabėnas, die zuvor nicht beanspruchten Kriegsmedaillen von Marcinkus. Die RAF lieferte einen Vorbeiflug von Harrier-Jets von Marcinkus No. 1 Squadron RAF, in dem ein Flugzeug die Zeremonie begrüßte. Im selben Jahr wurde dem berühmten litauischen Piloten in Kaunas eine Gedenktafel eingeweiht. Die Journalistin Gražina Sviderskytė hat in ihrem 2004 erschienenen Buch Uragano kapitonas (Kapitän der Hurrikan) einen detaillierten Bericht über das Leben von Marcinkus geschrieben. Ein gleichnamiger Dokumentarfilm wurde 2004 produziert. Marcinkus Lebensgeschichte wurde in verschiedenen ausländischen Publikationen in den USA, Kanada und Japan nachgedruckt.

Grabstätten
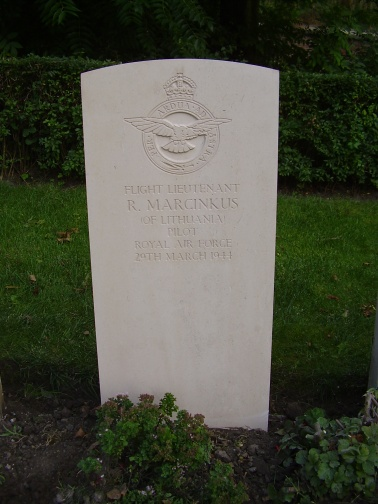
Grabstein in Posen
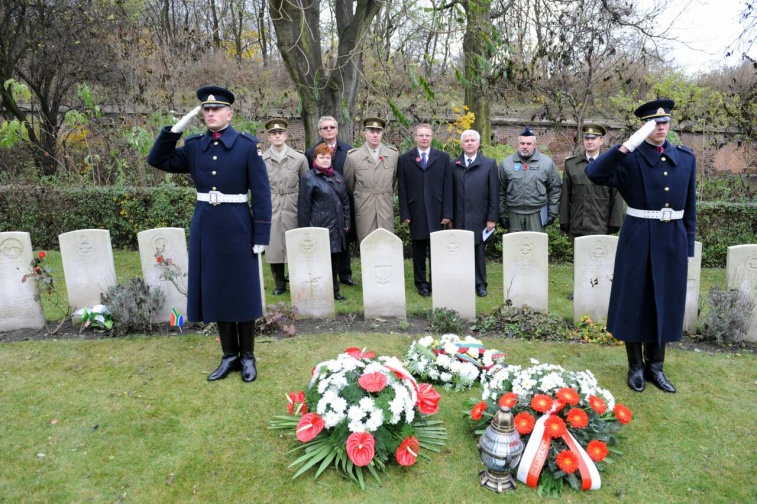
Ehrenzeremonie am Marcinkus-Grab in Posen (2009)
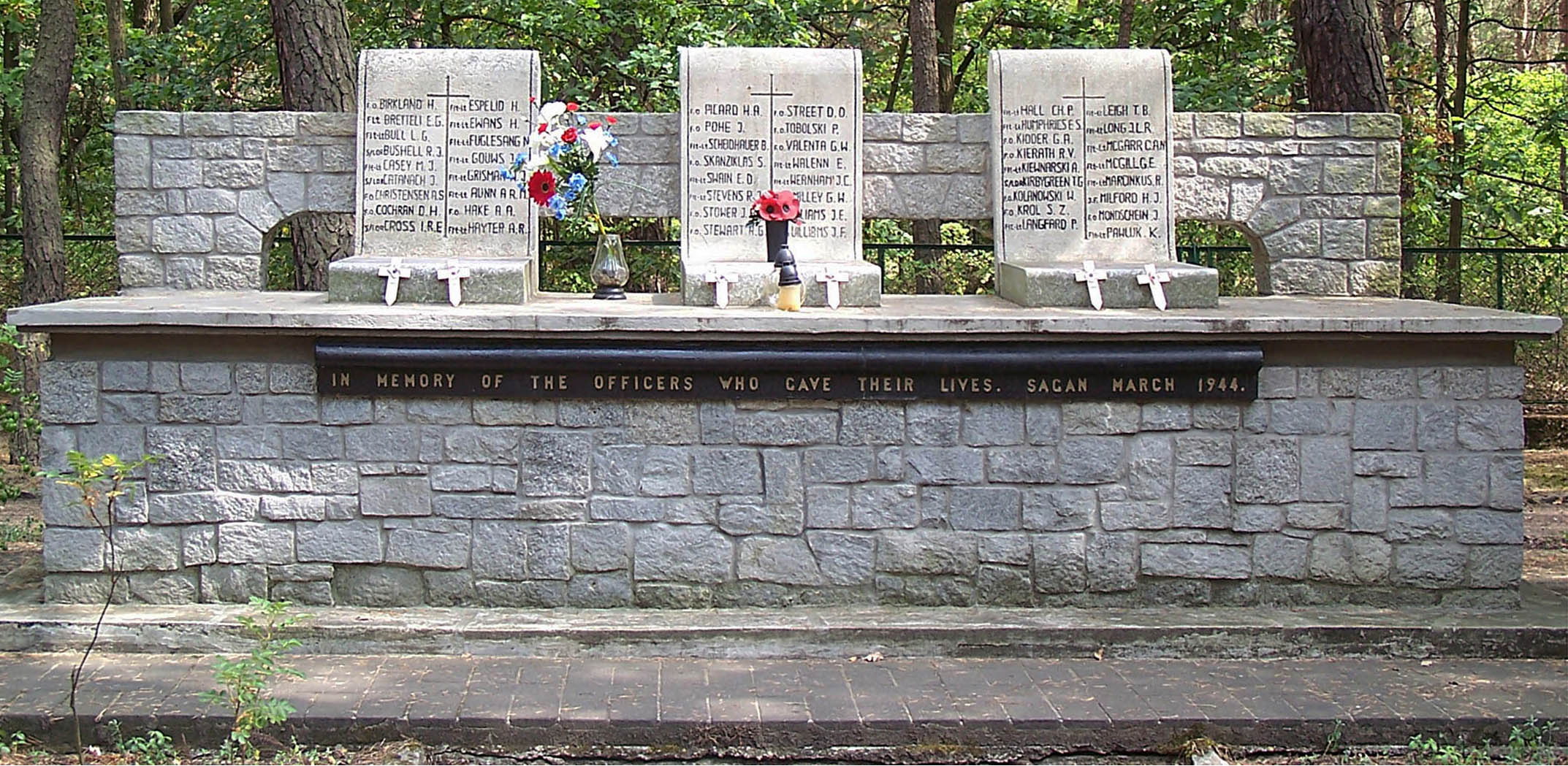
Denkmal für „die Fünfzig“ beim Stalag Luft III; Romualdas Marcinkus ist rechts aufgeführt

## Ehrungen
Litauen
- Orden des litauischen Großfürsten Gediminas
- Plieno sparnai (Stahlflügel)

Großbritannien
- 1939–1945 Star
- Air Crew Europe Star
- War Medal 1939–1945

Italien
- Orden der Krone von Italien

Tschechoslowakei
- Vojenský řád Bílého lva „Za vítězství“ (Tschechoslowakischer Militärorden des Weißen Löwen „Für den Sieg“ Silbermedaille)